# I'm Alright
"I'm Alright" er en sang skrevet af Nanker Phelge, et pseudonym medlemmerne af The Rolling Stones brugte til at skrive sange under fra cirka 1963 til 1965, og sangen blev første gang udgivet i 1965 på albummet Out Of Our Heads. 
Følgende musikere indspillede sangen første gang. Mick Jagger sang, mens Keith Richards og Brian Jones spillede nummerets guitarer. Trommer og bass blev spillet af henholdsvis Charlie Watts, og Bill Wyman . 
Sangen findes også på live albummet fra 1966 Got Live if You Want It!. Den live udgave som findes på dette album blev optaget live den 5. marts 1965 .

### Fodnote
1. 1 2  I'm Alright – Lyrics